# Bluebird (песня Ланы Дель Рей)
«Bluebird» (с англ. — «Синяя птица») — песня, записанная американской певицей Ланой Дель Рей для её предстоящего десятого студийного альбома. Выпущена 18 апреля 2025 года лейблами Interscope и Polydor в качестве второго сингла альбома

## История
Дель Рей выпустила песню «Bluebird» в качестве второго сингла со своего грядущего альбома, после «Henry, Come On». Песня была написана в соавторстве с Люком Лэрдом и спродюсирована Лэрдом и Дрю Эриксоном, в ней использована аранжировка с фингерпиком, которая отражает постоянный интерес к элементам американы и кантри. Хотя альбом ранее назывался Lasso и The Right Person Will Stay, его окончательное название и дата выхода не были официально подтверждены. Она планирует выступить на фестивале Stagecoach, ежегодном фестивале кантри-музыки, который проходит в Индио (Калифорния) в конце апреля, после своего выступления на Coachella в 2024 году.
У Дель Рей запланировано выступление в Stagecoach 25 апреля, а затем ряд концертов по всей Великобритании в июне и июле. Летом она вернётся в США, чтобы выступить на музыкальном фестивале Hinterland в Айове 3 августа.

## Композиция
«Bluebird» — это негромкая баллада в стиле кантри-фолк баллада, которая соответствует текущему движению Дель Рей в сторону американы, с акустической гитарой и губной гармошкой. По мнению Nylon, необработанное производство подчёркивает эмоционально заряженный текст песни, который описывает опыт женщины, находящейся в жестоких отношениях. Трек продолжает исследование Дель Рей в области минималистичного повествования, полагаясь на сдержанный инструментарий, чтобы подчеркнуть свои темы.
Это песня, которая создавалась годами. Впервые баллада пришла ей в голову, когда она держала в руках маленькую птичку, потрясённую после того, как это маленькое существо врезалось в её окно. О том моменте, когда к ней пришла мелодия Лана сказала, что «Иногда мне кажется, что у природы есть свой способ общения с вами, особенно в очень тяжёлых ситуациях, — не жертвенный, а просто такой, чтобы ты знал». Лана продолжила: «Я просто хотела подержать её. Я так надеялась, что все будет хорошо. Помню, я даже не успела подумать, как села на колени и запела: „Птичка, птичка, улетай за нас обоих“. Я просто разрыдалась за себя и за птичку».
В интроспективной песне «Bluebird» Лана поёт: «Твои мысли малы, но они не могут удержать тебя от ухода/ Когда в меня врезаются следы моего прошлого/ Я слышу, как хлопает дверь, но окно широко открыто/ Найди способ летать/ Просто стреляй в солнце, пока я наконец не смогу бежать/ Найди способ летать».
Как и его сингл-предшественник, «Bluebird» — это ещё одна парящая частица эмоционального самоанализа от Дель Рей, в котором она сочетает мягкие акустические гитары с волнующими струнными и своим фирменным вокалом с реверберацией. Написанная вместе с Люком Лэрдом и спродюсированная Дрю Эриксоном, эта композиция представляет собой команду мечты кантри и фолка и является ещё одним свидетельством того, что предстоящая пластинка Дель Рей станет ещё одной высокой точкой в её карьере

## Отзывы
Песня получила положительные отзывы музыкальных критиков и интернет-изданий.
People отмечал, что текст и звучание «Bluebird» вызвали сравнения с песней 1968 года «Blackbird» группы Beatles, в которой также используются птичьи образы для передачи тем свободы и трансформации. Такие строки, как «Чёрный дрозд поёт в глухую ночь / Возьми эти запавшие глаза и научись видеть» и «Ты только ждал этого момента, чтобы стать свободным» («Blackbird singing in the dead of night / Take these sunken eyes and learn to see» и «You were only waiting for this moment to be free»), отражают схожую эмоциональную территорию.
Джон Парелес из The New York Times назвал «Bluebird» одним из лучших новых релизов, назвав его «расслабленным темпом вальса, перебором акустической гитары, нежными струнными и невинной трелью в её голосе».
Showbiz by PS описал «Bluebird» как уверенный шаг вперёд по сравнению с «Henry, Come On», отметив его как сильное указание на звуковое направление предстоящего альбома Ланы Дель Рей. В обзоре высоко оценивается влияние настоящей американы и классического кантри, отмечается эмоциональное повествование и упрощённое производство. Метафора синей птицы, олицетворяющая женщину, освобождающуюся от насилия, была воспринята как мощная и интимная. Издание подчеркнуло естественный отход Дель Рей от мейнстримового поп-музыки в сторону более приземлённого, аутентичного звучания, которое находит отклик во всей её дискографии.
Billboard отметил, что «Независимо от того, насколько близко предстоящий альбом Ланы Дель Рей в стиле кантри будет следовать нашвиллским традициям, такие песни, как „Bluebird“, захватывающий гимн о побеге в неопределённых обстоятельствах, свидетельствуют о силе авторской песни Дель Рей — особенно когда её размашистые хуки втискиваются в более традиционные структуры, когда она повторяет „Find a way to fly“, обращаясь к титульной теме и к себе».

## Чарты
| Чарт (2025)                                  | Высшая позиция |
| -------------------------------------------- | -------------- |
| Ирландия (IRMA)                              | 86             |
| Япония (Billboard Japan)                     | 14             |
| Нидерланды (Single Tip)                      | 26             |
| Новая Зеландия (RMNZ)                        | 3              |
| Швеция Heatseeker (Sverigetopplistan)        | 18             |
| Великобритания (OCC UK Singles)              | 80             |
| США (Billboard Hot Rock & Alternative Songs) | 25             |